# تهوع (رمان)
تهوع (به فرانسوی: La Nausée) یکی از معروف‌ترین رمانهای ژان پل سارتر، فیلسوف و نویسنده اگزیستانسیالیست فرانسوی است که در سال ۱۹۳۸، زمانی که سارتر استاد دانشگاه بود، منتشر شد. این اولین رمان سارتر می‌باشد و از نظر خودش یکی از بهترین نوشته‌هایش نیز هست.

## خلاصه رمان
تهوع راجع به مردی سی و پنج ساله به نام «آنتوان روکانتن»، مورخ افسرده و گوشه‌گیری است که به این باور می‌رسد که اشیاء بی‌جان و موقعیت‌های مختلف، بر تعریف او از خود و آزادی عقلانی و روحی‌اش لطمه می‌زنند و این ناتوانی، او را دچار تهوع می‌کند.

## شخصیت اصلی داستان
آنتوان روکانتن شخصیت اصلی رمان، یک ماجراجوی قدیمی است که به مدت سه سال در بویل زندگی کرده. آنتوان رابطه‌ای با خانواده‌اش برقرار نمی‌کند و هیچ دوستی نیز ندارد. او یک انزواطلب است و اغلب دوست دارد به مکالمات دیگر افراد گوش دهد و اقدامات آنها را بررسی کند. آنتوان همچنین نشانه‌هایی از خستگی و فرسودگی را به نمایش می‌گذارد و با عدم علاقه به تعامل با مردم مواجه است. رابطهٔ او با فرانسوا عمدتاً طبیعی است. برای او تبادل کلمات دشوار است. اما او بسیاری از وقتش را صرف نوشتن یک کتاب دربارهٔ یک سیاستمدار فرانسوی در قرن هجده می‌کند.

## سبک سارتر در رمان تهوع
رمان تهوع یکی از محوری‌ترین آثار مکتب اگزیستانسیالیسم است. سارتر در سال ۱۹۶۴ به خاطر این رمان برندهٔ جایزهٔ نوبل ادبیات شد اما از پذیرش جایزه سر باز زد.

## برگردان‌ها
اولین ترجمه تهوع کار امیرجلال‌الدین اعلم در سال ۱۳۵۵ توسط انتشارات نیلوفر به چاپ رسید.
1. پل سارتر، ژان (۱۳۹۸). تهوع. ترجمهٔ امیر جلال الدین اعلم. تهران: نیلوفر. ص. ۳۱۲. شابک ۹۷۸-۹۶۴۴۴۸۰۶۰۷.
2. پل سارتر، ژان (۱۳۹۸). تهوع. ترجمهٔ حسین سلیمانی نژاد. تهران: چشمه. ص. ۲۵۱. شابک ۹۷۸-۶۰۰۲۲۹۸۸۸۱.